# Escándalo (película de 1950)
Escándalo (醜聞 Sukyandaru?, ó Shūbun) es una película japonesa de 1950, del género comedia dramática, escrita y dirigida por Akira Kurosawa. Protagonizada por Toshirō Mifune, Takashi Shimura y Shirley Yamaguchi la cinta constituye una crítica al periodismo sensacionalista.

## Argumento
El artista plástico Ichiro Aoye (Toshirō Mifune) conoce a una famosa y joven cantante de música clásica, Miyako Saijo (Yoshiko Otaka), mientras se encuentra trabajando en sus pinturas en las montañas. Tras descubrir que ambos se dirigen hacia el mismo lugar él se ofrece a llevarla en motocicleta al lugar donde se hospedan. En el camino son descubiertos por los paparazzi de la revista sensacionalista Amour que se encuentran tras el rastro de ambos. Como Saijo se niega a conceder una entrevista a los fotógrafos estos planean su venganza tomando una foto de la pareja desayunando en un balcón e imprimiéndola bajo el titular "La historia de amor de Miyako Saijo".
Aoye, indignado por este falso escándalo, planea demandar a la revista. Durante el posterior revuelo mediático Aoye es contactado por un abogado sin escrúpulos, Hiruta (Takashi Shimura), quien afirma compartir la ira de Aoye con la prensa. Aoye acepta contratarlo como su abogado pero Hiruta, desesperado por el dinero que necesita para curar a su hija con tuberculosis terminal, Masako (Yôko Katsuragi), acepta un soborno del editor de la revista para perder el juicio a propósito. 
El desarrollo del juicio va mal para los demandantes. El abogado, impresionado por la amabilidad de Aoye y Saijo hacia Masako, y el propio disgusto de Masako por la forma en que maneja el caso hace que Hiruta se llene de culpa. Cuando el juicio llega a su final Masako muere convencida de que Aoye y Saijo ganarán el caso. El último día de sesiones Hiruta, empujado por su conciencia, confiesa todo y Amour pierde el caso.

## Reparto
| Actor             | Personaje               |
| ----------------- | ----------------------- |
| Toshiro Mifune    | Ichirō Aoye             |
| Yoshiko Otaka     | Miyako Saijo            |
| Yoko Katsuragi    | Masako Hiruta           |
| Noriko Sengoku    | Sumie                   |
| Eitaro Ozawa      | Hori                    |
| Takashi Shimura   | Abogado Otokichi Hiruta |
| Shinichi Himori   | Asai                    |
| Koji Mitsui       | Fotógrafo A             |
| Ichiro Shimizu    | Arai                    |
| Fumiko Okamura    | Madre de Miyako         |
| Masao Shimizu     | Juez                    |
| Tanie Kitabayashi | Yasushi Hiruta          |
| Sugisaku Ayoyama  | Dr. Kataoka             |
| Kokuten Kōdō      | Padre del leñador A     |
| Kichijiro Ueda    | Padre del leñador B     |
| Bokuzen Hidari    | Borracho                |
| Taiji Tonoyama    | Amigo A de Aoe          |
| Junji Masuda      | Reportera de periódico  |
| Takashi Kanda     | Amigo B de Aoe          |
| Minoru Chiaki     | Amigo C de Aoe          |
| Shusuke Agata     | Padre del leñador C     |
| Toshio Shimamura  | Tabernero A             |
| Fumio Toyama      | Líder de la posada B    |
| Shoichi Kofujita  | Bill Densuke            |
| Yoichi Osugi      | Fotógrafo B             |

## Producción
Escándalo fue descrito por Kurosawa como una película de protesta sobre "el aumento de la prensa en Japón y su habitual confusión de libertad con licencia. La intimidad personal nunca es respetada y las revistas de escándalo son las peores infractoras".

## Recepción
Las reacciones de la crítica fueron generalmente positivas aunque el film no logró el mismo renombre que obras posteriores de Kurosawa. Vincent Canby de The New York Times escribió en su reseña de 1980, durante el estreno internacional de la película, «Escándalo no es una gran película, pero es mucho más que una curiosidad, y mucho más divertida de lo que cualquier sinopsis argumental podría sugerir».
En su ensayo sobre la película para The Criterion Collection, Michael Koresky calificó a Escándalo como una reacción de Kurosawa a la occidentalización de Japón escribiendo: «En cierto sentido, Escándalo, con su enfoque en una cultura recientemente litigiosa y obsesionada con las celebridades, era la película más 'occidental" de Kurosawa hasta el momento. Aunque esencialmente una película de segunda sobre abogados, y estilística y estructuralmente más restringida que otras películas de Kurosawa. Escándalo indaga todavía más sobre la relación de amor y odio de Japón y Kurosawa, con los Estados Unidos y la modernización».
Con 3.115 puntuaciones en IMDb la cinta tiene una valoración de 7,2 sobre 10.